# Голд, Нина
Ни́на Голд (англ. Nina Gold) — британский кастинг-директор и кинопродюсер.

## Биография
Лондонский кастинг-директор Нина Голд начала свою карьеру в 1994 году на телевидении, выступив кастинг-директором телевизионного фильма «Смэши и Найси, конец Эры». Всего на счету Голд более чем 140 работ в качестве кастинг-директора различных фильмов и телесериалов. Получила славу, работая на «HBO», набирая актёров для таких всемирно известных телесериалов как «Игра престолов» и «Рим». Лауреат трёх премий «Эмми» (2008, 2015, 2016) и трёх наград «Американского общества специалистов по кастингу» (2011, 2012, 2016) за телесериал «Игра престолов», мини-сериал «Джон Адамс» и фильмы «7 дней и ночей с Мэрилин» и «Король говорит». Также работала над фильмами «Марсианин», «Звёздные войны: Пробуждение силы» и его сиквелами «Последние джедаи» и «Скайуокер. Восход»
В 2015 году выступила сопродюсером оскароносного фильма «Девушка из Дании».
Нина состоит в фактическом браке с актёром Фрэнком Хьюэтсоном. У пары есть двое детей — дочь Нелл Хьюэтсон (род.1996) и сын Джо Хьюэтсон (род.1999).